# Askeslättesjön
Askeslättesjön är en sjö i Munkedals kommun i Dalsland och ingår i Örekilsälvens huvudavrinningsområde. Sjöns area är 0,036 kvadratkilometer och den är belägen 128 meter över havet.